# Manuae (Cookinseln)
Manuae ist ein etwa 20 km² großes Atoll in der Südgruppe der Cookinseln; es liegt 230 km nordöstlich der Hauptinsel Rarotonga.

## Geographie
Das Atoll besteht aus zwei flachen, unbewohnten Inseln, Manuae, der Namensgeberin des Atolls, und Te Au O Tu, zusammen mit einer Landfläche von etwa 6 km², die nur durch eine von einem Korallenriff umschlossene Lagune voneinander getrennt sind. Die westliche Insel, Manuae, misst 2,1 km² und die größere Insel Te Au O Tu 3,9 km². Die Lagune ist 13 km² groß und seicht. Genau genommen sind die beiden Inselchen die einzigen an der Ozeanoberfläche sichtbaren Teile eines gewaltigen unterseeischen Vulkankegels, welcher sich aus rund 4000 m Meerestiefe erhebt und von Ost nach West 56 km und von Nord nach Süd 24 km groß ist.
Das Atoll gehört den Bewohnern von Aitutaki, das 87 km nordwestlich liegt. In den vergangenen Jahrzehnten besuchten Bewohner von Aitutaki regelmäßig das Atoll, um Kopra aus den Kokosnussplantagen zu ernten. Heute aber ist das Atoll Teil eines Meeresschutzgebiets und wurde zu einem wichtigen Habitat von Meeresschildkröten und vielen Arten von Seevögeln. Nur Forschern und professionellen Naturfilmern wird ein kurzer Besuch des geschützten Naturreservats gestattet; Touristen haben keine Zugangsberechtigung.

## Bevölkerung
Die Bevölkerung erreichte in neuerer Zeit ihren höchsten Stand zur Volkszählung 1956 mit 32 Einwohnern. Bereits 20 Jahre später war das Atoll unbewohnt:
- 1926: 023
- 1936: 008
- 1945: 028
- 1951: 020
- 1956: 032
- 1961: 018
- 1966: 015
- 1971: 002
- 1976: 00-

## Geschichte
Manuae wurde am 23. September 1773 von dem englischen Seefahrer James Cook entdeckt und ist damit eine der ersten Inseln, die Cook auf seinen Entdeckungsfahrten in dieser Gegend sichtete. Er nannte das Atoll ursprünglich Sandwich Island, nach John Montagu, 4. Earl of Sandwich. Cook änderte diese Bezeichnung später nach dem damaligen Lord der Admiralty in Hervey Island, die Inselgruppe wurde folglich in Hervey Islands umbenannt, da er den Namen Sandwich Islands auf die Inselgruppe von Hawaii übertrug.
Anfang des 19. Jahrhunderts nannte der russische Forscher Krusenstern die Hervey Islands – zu Ehren von James Cook – „Cook Islands“. Daraufhin erhielt das Atoll seinen jetzigen Namen.